# Евразийская экономическая комиссия
Евразийская экономическая комиссия (ЕЭК) — постоянно действующий наднациональный регулирующий орган Евразийского экономического союза (ЕАЭС) (ранее — Таможенного союза и Единого экономического пространства).
Создана в результате переговоров президентов Российской Федерации, Республики Беларусь и Республики Казахстан. Функционирует на основе договоров от 18 ноября 2011 года «О Евразийской экономической комиссии» и «О регламенте работы Евразийской экономической комиссии». Дата начала функционирования — 2 февраля 2012 года.
Имеет статус наднационального органа управления, подчинённого Высшему Евразийскому экономическому совету (ВЕЭС). Решения Комиссии обязательны для исполнения на территории государств-участников ЕАЭС, Таможенного союза и Единого экономического пространства.
Основная задача Евразийской экономической комиссии — обеспечение условий функционирования и развития Евразийского экономического союза, Таможенного союза и Единого экономического пространства, выработка предложений в сфере интеграции в рамках этих объединений.
Место пребывания — Москва (Российская Федерация).

## Сферы полномочий ЕЭК
Сферы полномочий Комиссии закреплены в Положении о Евразийской экономической комиссии (приложение №1 к Договору о Евразийском экономическом союзе). Евразийской экономической комиссии переданы полномочия Комиссии Таможенного союза. На Комиссию также возложен ряд дополнительных функций.
Сферы полномочий Комиссии:
- Таможенно-тарифное и нетарифное регулирование
- Таможенное администрирование
- Техническое регулирование
- Санитарные, ветеринарные и фитосанитарные меры
- Зачисление и распределение ввозных таможенных пошлин
- Установление торговых режимов в отношении третьих стран
- Статистика внешней и взаимной торговли
- Макроэкономическая политика
- Конкурентная политика
- Регулирование промышленных и сельскохозяйственных субсидий
- Энергетическая политика
- Регулирование деятельности естественных монополий
- Государственные и (или) муниципальные закупки
- Взаимная торговля услугами и инвестициями
- Транспорт и перевозки
- Валютная политика
- Охрана и защита результатов интеллектуальной деятельности и средств индивидуализации товаров, работ и услуг
- Трудовая миграция
- Финансовые рынки (банковская сфера, страхование, валютный рынок, рынок ценных бумаг)

- Иные направления в рамках переданных полномочий

Комиссия обеспечивает реализацию международных договоров, формирующих договорно-правовую базу Таможенного союза и Единого экономического пространства. Комиссия также выполняет функции депозитария этих договоров и решений Высшего Евразийского экономического совета. В рамках установленных сфер деятельности Комиссия может принимать решения, имеющие обязательный характер для сторон, и рекомендации, не носящие обязательного характера. Бюджет Комиссии формируется за счёт долевых взносов сторон и утверждается главами государств-сторон.

## История создания
18 ноября 2011 года президентами Казахстана, России и Белоруссии была принята Декларация о евразийской экономической интеграции, в которой было заявлено о переходе к следующему этапу интеграционного строительства — Единому экономическому пространству. 1 января 2012 года вступило в силу 17 межгосударственных соглашений, создающих правовую основу для формирования Единого экономического пространства. Была сформирована Евразийская экономическая Комиссия, заменившая упразднённую Комиссию Таможенного союза.

## Организационная структура органов управления

### Структура
1 января 2012 года численность сотрудников Комиссии составила 600 человек, 1 июля 2012 года она составляла до 850 человек, а 1 января 2013 года — до 1071 человека. Работники Комиссии являются международными служащими.
ЕЭК имеет два уровня управления: Совет ЕЭК и Коллегия ЕЭК.

### Совет Евразийской экономической комиссии
Совет ЕЭК осуществляет общее руководство деятельностью Комиссии. Совет ЕЭК состоит из пяти представителей — по одному от каждой Стороны-участника договора — занимающих в национальных правительствах должность вице-премьера. Заседания Совета ЕЭК, как правило, проходят раз в месяц.
Состав Совета Евразийской экономической комиссии:
- Республика Армения — Мгер Гербертович Григорян;
- Республика Беларусь — Наталья Владимировна Петкевич;
- Республика Казахстан — Жумангарин Серик Макашевич;
- Киргизская Республика — Амангельдиев Данияр Джолдошевич;
- Российская Федерация — Алексей Логвинович Оверчук.

Председательство осуществляется поочерёдно в течение одного года в порядке русского алфавита по наименованию стороны. Совет ЕЭК принимает решения консенсусом.

### Коллегия Евразийской экономической комиссии
Коллегия ЕЭК является исполнительным органом Комиссии, осуществляющим выработку предложений в сфере дальнейшей интеграции в рамках Таможенного союза и Единого экономического пространства. Коллегия ЕЭК состоит из 10 членов (по 2 члена от каждой Стороны), один из которых является председателем Коллегии ЕЭК.
Члены Коллегии ЕЭК и председатель Коллегии ЕЭК назначаются сроком на 4 года решением Высшего Евразийского экономического совета на уровне глав государств с возможным продлением полномочий. Работа в Комиссии является для члена Коллегии основной работой. Коллегия ЕЭК принимает решения голосованием. Каждый член Коллегии обладает одним голосом.
Заседания Коллегии ЕЭК проводятся раз в неделю.
Состав по состоянию на 2024 год:
| Председатель Коллегии                                                                                    | Казахстан  | Сагинтаев, Бакытжан Абдирович    |
| Член Коллегии (министр) по конкуренции и антимонопольному регулированию                                  | Беларусь   | Ермолович Максим Леонидович      |
| Член Коллегии (министр) по интеграции и макроэкономике                                                   | Кыргызстан | Эльдар Туралиевич Алишеров       |
| Член Коллегии (министр) по техническому регулированию                                                    | Беларусь   | Валентин Болеславович Татарицкий |
| Член Коллегии (министр) по промышленности и агропромышленному комплексу                                  | Армения    | Гоар Ашотовна Барсегян           |
| Член Коллегии (министр) по торговле                                                                      | Россия     | Андрей Александрович Слепнев     |
| Член Коллегии (министр) по экономике и финансовой политике                                               | Казахстан  | Султанов Бахыт Турлыханович      |
| Член Коллегии (министр) по внутренним рынкам, информатизации, информационно-коммуникационным технологиям | Армения    | Варос Арутюнович Симонян         |
| Член Коллегии (министр) по энергетике и инфраструктуре                                                   | Кыргызстан | Арзыбек Орозбекович Кожошев      |
| Член Коллегии (министр) по таможенному сотрудничеству                                                    | Россия     | Руслан Валентинович Давыдов      |

### Структурные подразделения Комиссии
Структурными подразделениями Комиссии являются департаменты, внутри которых сформированы отделы. Структура департаментов ЕЭК утверждена Решением Совета ЕЭК от 25 января 2012 года № 2. В настоящее время в структуре ЕЭК функционируют 25 департаментов, при которых созданы более 20 консультативных комитетов с целью выработки предложений для Коллегии ЕЭК и проведения консультаций с представителями национальных органов государственной власти. Председателями комитетов являются члены Коллегии (министры) согласно их направлениям деятельности.
Каждым департаментом руководит директор департамента, являющийся должностным лицом ЕЭК. Члены Коллегии (министры) в соответствии с распределением обязанностей между ними курируют по 2—3 департамента (Решение Высшего Евразийского экономического совета от 19 декабря 2011 года № 1).

Партнерство ЕАЭС и Шелкового пути могло бы стать основой Большого Евразийского партнерства с участием других крупных региональных объединений, таких как ШОС, АСЕАН и БРИКС.
— В. В. Путин

### Взаимодействие ЕЭК с бизнес-сообществом
Деловой совет ЕАЭС
Постоянно действующий координационно-совещательный орган деловых кругов государств Союза. В Совет входит Союз промышленников и предпринимателей (работодателей) Армении, Конфедерация промышленников и предпринимателей (нанимателей) Беларуси, Национальная палата предпринимателей Казахстана «Атамекен», Кыргызский союз промышленников и предпринимателей и Российский союз промышленников и предпринимателей.
Консультативный комитет по вопросам предпринимательства
Для улучшения бизнес-климата в странах Союза и системного устранения избыточного давления на бизнес при коллегии комиссии создан консультативный комитет по вопросам предпринимательства. Более половины его членов — представители сообщества предпринимателей. Задача комитета — содействие улучшению бизнес- и инвестиционного климата, устранение избыточного административного давления и необоснованных расходов хозяйствующих субъектов и субъектов рынка, создание благоприятных условий для развития трансграничной торговли в ЕАЭС.
Портал «Функционирование внутренних рынков»
Портал «Функционирование внутренних рынков» — это система информационного взаимодействия с заинтересованными лицами, в частности предпринимателями, по выявлению и устранению препятствий в рамках Союза. Она предоставляет возможность напрямую сообщать в Комиссию о препятствиях и отслеживать ход работы по обращению. Создание информационного портала позволило вовлечь большее количество граждан в работу по обеспечению функционирования Союза без барьеров, изъятий и ограничений и обеспечить реализацию одного из ключевых направлений этой работы — мониторинг и выявление препятствий.
Устранение административных барьеров
В рамках предоставления адвокатских услуг для предпринимателей и устранения избыточных административных барьеров для бизнеса в странах Союза, Комиссия проводит экспертизу эффективности разрабатываемых проектов актов ЕЭК, затрагивающих интересы субъектов предпринимательства. С октября 2012 года по первое полугодие 2018 года включительно проведён анализ более 2,5 тыс. проектов актов Комиссии. По каждому девятому из них сформулированы предложения по устранению административных преград для ведения бизнеса и необоснованных расходов представителей бизнес-сообщества, создающих барьеры для свободного движения товаров, услуг, капитала и рабочей силы в странах Союза. Решения ЕЭК, касающиеся предпринимательской деятельности, рассматриваются с участием предпринимателей.
Бизнес-диалог с представителями предпринимательского сообщества стран ЕАЭС
Бизнес-диалог — ежеквартальное мероприятие, организуемое торговым блоком Евразийской экономической комиссии. На него приглашаются департаменты других блоков для обмена информацией и проведения открытых дискуссий по наиболее актуальным вопросам внешнеторговой и внутренней политики на евразийском пространстве. Повестка дня формируется на основе предложений как департаментов Комиссии, так и непосредственно деловых объединений и союзов ЕАЭС, которые являются основными участниками этих встреч.